# Exame da glicose

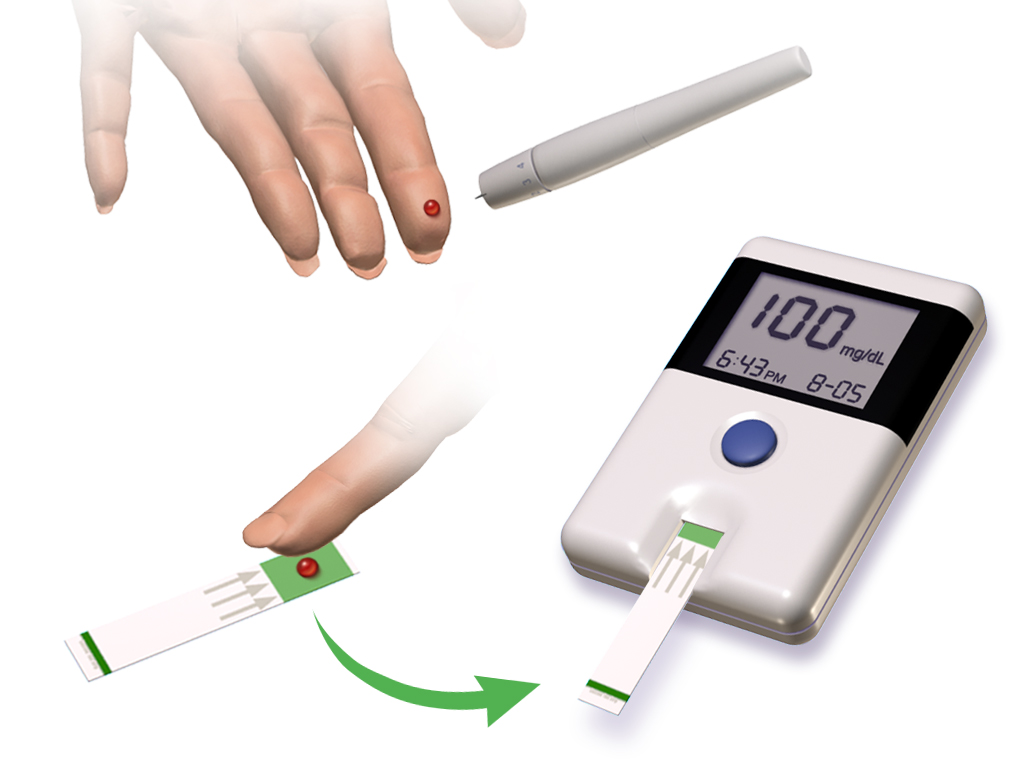
Como o exame é feito

O exame da glicose é um exame sanguíneo usado para determinar a quantidade de glicose no sangue. É realizado sobretudo no rastreio de diabetes ou pré-diabetes. Em indivíduos que já tenham diabetes, são realizados exames a intervalos regulares como forma de monitorização e controlo da doença.